# جوان بيريز
جوان بيريز (بالإسبانية: Juan Carlos Pérez Rojo) (17 نوفمبر 1959 برشلونة إسبانيا - ) هو لاعب كرة قدم إسباني يلعب كمدافع.

## روابط خارجية
- جوان بيريز على موقع الاتحاد الدولي (مؤرشف)  (الإنجليزية)
- جوان بيريز على موقع قاعدة بيانات كرة القدم.إي يو (الإنجليزية)
- جوان بيريز على موقع ناشيونال فوتبول تيمز (الإنجليزية)
- جوان بيريز على موقع عالم كرة القدم.نت (الإنجليزية)